# Fly with Me (Artsvik)
Fly with Me è un singolo della cantante armena Artsvik, pubblicato nel 2017.

## Descrizione
La canzone è stata scritta da Avet Barseghyan e David Tserunyan.
Nel dicembre 2016, attraverso il Depi Evratesil, l'artista è stata selezionata per partecipare all'Eurovision Song Contest 2017 in programma per il mese di maggio a Kiev (Ucraina), in rappresentanza dell'Armenia. Il brano Fly with Me è stato invece ufficialmente annunciato il 9 marzo 2017 e presentato il 18 marzo seguente.

## Tracce
1. Fly with Me – 2:59